# CD Lagun Onak
Der Club Deportivo Lagun Onak ist ein spanischer Fußballklub aus Azpeitia in der Autonomen Gemeinschaft Baskenland. Der Verein wurde 1944 gegründet und trägt seine Heimspiele im Estadio Garmendipe aus, das Platz für 3.000 Zuschauer bietet.

## Geschichte
Der Verein wurde 1944 gegründet und spielte zunächst lange Zeit in den baskischen Regionalligen von Gipuzkoa. In der Saison 1974/75 schaffte man erstmals den Aufstieg in die Tercera División, die zu der Zeit noch die dritte spanische Liga war. Dadurch konnte man sich auch erstmals für den nationalen Pokalwettbewerb qualifizieren, die Copa del Generalísimo, die ihre letzte Austragung unter diesem Namen fand, da im selben Jahr der Diktator Franco verstarb. Der Verein konnte sich aber nur zwei Saisons in der dritten Liga halten und stieg für ein Jahr wieder in die Regionalliga ab, wo der direkte Wiederaufstieg gelang. Nur in der Saison 1980/81 konnte man sich in der Tercera División eine Platzierung unter den ersten fünf erspielen und stieg 1983 wieder für längere Zeit in die unterklassigen Divisionen ab. Seit der Saison 2002/03 spielt man ununterbrochen in der vierten Liga und konnte in der Saison 2008/09 in seiner Gruppe erstmals Meister werden und sich nach langer Zeit wieder für die Copa del Rey qualifizieren. Den Aufstieg in die Segunda División B verpasste man aber in der ersten Runde der Play-offs gegen Gimnástica de Torrelavega.

## Trainer
- Xabier Azkargorta (1978–1980)